# Phosphor đỏ

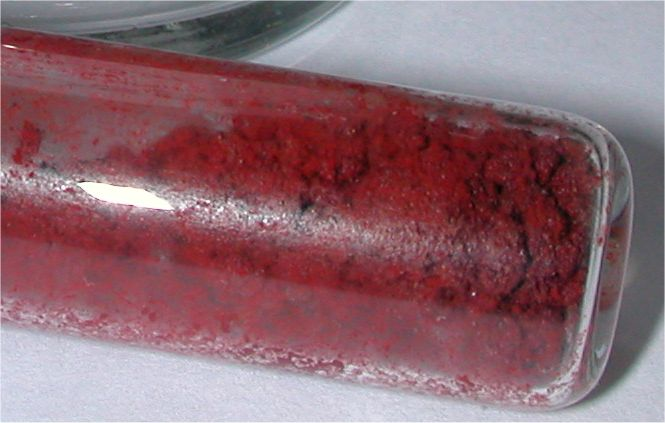
Phosphor đỏ

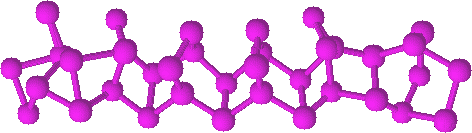
Cấu trúc phosphor đỏ

Phosphor đỏ là một dạng thù hình quan trọng của phosphor. Phosphor đỏ là chất bột màu đỏ có cấu trúc polyme nên khó nóng chảy và khó bay hơi hơn phosphor trắng. Phosphor đỏ tồn tại dưới dạng chất rắn vô định hình. Nó được tạo ra bằng cách đun nóng phosphor trắng đến 250 °C (482 °F) hoặc để phosphor trắng dưới ánh sáng mặt trời, ở nhiệt độ cao hơn, phosphor đỏ kết tinh lại.
Phosphor đỏ không bốc cháy ở nhiệt độ dưới 250oC trong khi phosphor trắng bốc cháy ở 30oC. Phosphor đỏ không tan trong các dung môi thông thường, dễ hút ẩm và chảy rữa, không phát quang trong bóng tối (phosphor trắng phát quang màu lục trong bóng tối ở nhiệt độ thường). Khi đun nóng không có không khí, phosphor đỏ chuyển thành hơi, khi làm lạnh thì hơi đó ngưng tụ thành phosphor trắng.
Trong phòng thí nghiệm, người ta thường dùng phosphor đỏ chứ không phải phosphor trắng vì tính an toàn của nó so với phosphor trắng. Phosphor đỏ còn được dùng trong ngành công nghiệp diêm, thuốc nổ, pháo hoa.....